# Wolfram og Liselotte Bossert
Wolfram Bossert (født 1925, død – dato ukendt). Lisselotte Bossert (født 1927, død – dato ukendt). Ægteparret blev i 1985 kendt gennem pressen, da det kom frem, at de i årevis havde hjulpet med at skjule krigsforbryderen Josef Mengele i Brasilien.
Wolfram Bossert og Liselotte Bossert var begge født i Bruck an der Mur i Østrig. Wolfram trådte som 17-årig ind i NSDAP og gjorde under 2. verdenskrig tjeneste i en Wehrmachtenhed og senere i en V2-raketkommando. Parret blev gift i 1952 og udvandrede til Brasilien hvor de bosatte sig i en forstad til Sao Paolo. Lisselotte fik arbejde som børnehavepædagog og Wolfram som eletroniktekniker. De fik to børn sammen.
I 1960'erne var Wolfram og Liselotte Bossert aktive i den tyske klub for emigranter i Sao Paolo, hvor igennem de fik kontakt med landsmanden Wolfgang Gerhard. Han præsenterede dem i 1967 for sin ven Peter Hochbichler, som efter Gerhards udsagn var en schweizisk emigrant. Gerhard røbede ikke, at Hochbichler var den eftersøgte krigsforbryder og nazi-læge Josef Mengele. Et nært venskab opstod snart mellem Hochbichler og Bossert-familien. Parret hævdede i 1985, at det først i 1972 erfarede, at manden som på dette tidspunkt var at betragte som et medlem af familien, i virkeligheden var Josef Mengele.
Den 7. februar 1979, under en badeudflugt sammen med Bossert-familien ved Bertioga, fik Mengele et slagtilfælde og druknede. Wolfram Bossert og Liselotte Bossert fik i hast ordnet formaliteterne for begravelsen, og det lykkedes dem at undgå krav fra myndighederne om en nærmere lægeundersøgelse af den afdøde, som var 15 år ældre end Mengeles identitetspapirer angav. Wolfram Bossert meddelte i et brev Mengele-familien i tyskland dødsfaldet, men familien valgte ikke at offentliggøre Mengeles dødsfald til myndigheder eller presse.
Under de tyske og brasilianske myndigheders efterforskning i juni 1985, blev Mengeles kontakter og skjulesteder i Sydamerika afdækket. Wolfram og Liselotte Bossert blev afhørt af det brasilianske politi og deres hjem ransaget. Her blev der fundet fotos af Mengele samt flere breve og notater fra Mengeles hånd. Parret gav senere interviews til pressen. Begge blev de afskediget fra deres respektive ansættelser, efter at deres årelange kontakt med Mengele kom frem i medierne. Konfronteret med anklagerne mod Josef Mengele fortalte Wolfram Bossert; "Jeg beundrede ham som person og for hans mange gode egenskaber, men ikke for hvad han begik, og selv i dag hesker der tvivl om, hvorvidt disse ting virkelig er sande". Wolfram og Liselotte medvirkede i tv-interviews om Mengele og tog penge for at medvirke.